# Martijn Breebaart
Martijn Breebaart (Wassenaar, 4 januari 1957) is een Nederlandse pianist, componist, arrangeur, docent en cabaret-veteraan. Hij staat voornamelijk bekend om zijn werk als bandleider, begeleidend musicus en componist bij verschillende cabaretiers en kleinkunstenaren. Hij werkte onder andere samen met Marjol Flore, Philippe Elan, Liesbeth List, Karin Bloemen, Lenette van Dongen en Sara Kroos.
In 2013 beëindigde hij zijn carrière als theatermusicus. Hij is sindsdien actief in het onderwijs en als podcastmaker. 

## Levensloop
Breebaart verhuisde op zevenjarige leeftijd van Wassenaar naar Amstelveen waar hij de rest van zijn jeugd heeft gewoond. Breebaart bezocht in Amstelveen het Hermann Wesselink College. Daarnaast uitte zijn vroege passie voor muziek zich in  bands en bijbaantjes, 
Na zijn middelbareschooltijd volgde hij de vooropleiding aan het Conservatorium van Amsterdam, waarna hij een jaar later is begonnen aan de conservatorium bachelor docent pop- en jazzgeschiedenis. 
Na zijn studie werd hij muziekdocent aan het Herman Wesselink College. Later begon Breebaart als docent op Utrechts Conservatorium (HKU).

## Theater

#### Marjol Flore
Al gauw begon Breebaart zich in te zetten als componist en uitvoerend musicus bij verscheidene theatermakers en musici. Zo was hij rond de jaren ‘90 een vaste begeleider van Marjol Flore. In deze periode fungeerde hij als componist en uitvoerend muzikant bij de theatervoorstellingen Marjol op Handen en Voeten in 1988 en Marjol Gaat Vreemd, die op 18 oktober 1989 in première ging. Een jaar later bracht Flore haar CD Kwetsbaar uit, waar Breebaart in de credits benoemd wordt als componist en pianist. Hetzelfde geldt voor de live-CD Lieder en Chansons uit 1992, die naar aanleiding van de gelijknamige voorstelling werd opgenomen in de kleine zaal van het Concertgebouw, onder begeleiding van Breebaart en het Gemini Ensemble. In 1988 voerden Breebaart en Flore hun nummer Gonococcen Tango op in het televisieprogramma Jongbloed en Joosten.

#### Philippe Elan
Breebaart werkte ook als componist en pianist samen met de Franse chansonnier en Edisonwinnaar Philippe Elan. In 1986 wonnen zij samen het Concours de la Chanson, een competitie voor Franse chansons, georganiseerd door de Alliance Française. In 1993 speelden zij als tweetal de voorstelling Met Elan waarin zij een chansonprogramma opvoerden met repertoire van o.a. Barbara, Jean Ferrat, Léo Ferré, Serge Lama en Jacques Brel. In 1996/1997 begeleide Breebaart Elan in zijn voorstelling Tricolore. In 2000 bracht Elan zijn CD Toujours uit. Van de dertien nummers op de CD schreef Breebaart er twee samen met Elan, arrangeerde hij er twaalf en is hij te horen als pianist, toetsenist en accordeonist.

#### Cabarerstafette
In het voorjaar van 1995 won Peter de Smet het eerste 'Nationaal Tekstschrijversconcours' met het lied 'Tegen beter weten in'. Het werd vertolkt door zangeres Marjolijn Touw en de muziek wasgearrangeerd en uitgevoerd door Breebaart, samen met andere musici onder zijn leiding. Met Ellen Pieters als zangeres, voerde Breebaart het lied op tijdens de Cabarestafette van 1995.
Schrijvers Bart en Peter Papagaai hadden  tijdens het Nationaal Tekstschrijversconcours succes met hun lied De Machoman dat van muziek werd voorzien door Breebaart. Tijdens dezelfde editie van Cabarestafette voerde hij het nummer op met Thomas Acda als vocalist. 

#### Liesbeth List en Ramses Shaffy
Breebaart heeft geregeld begeleiding verzorgd bij voorstellingen en optredens van Liesbeth List. Zo begeleidde hij List in haar voorstelling List & Omstreken in 1990-1991. Bovendien was Breebaart te zien en horen in het televisieprogramma De Plantage, uitgezonden op 5 februari 1995. List zong hier haar lied Nou Drink ik Alweer met Breebaart achter de piano.
Via List heeft Breebaart werk geleverd voor Ramses Shaffy. Zo arrangeerde hij de nummers Zonder Bagage, Alfabed, en De Een Wil De Ander op de CD Ramses ’97. Bovendien heeft Breebaart Shaffy live begeleid achter de piano.

#### Karin Bloemen
In 1993 begon Breebaart als pianist bij Karin Bloemen. Van 1993 tot en met 1995 begeleidde hij Bloemen in haar voorstelling La Bloemen. De band van Bloemen, met onder andere Breebaart, won in 1994 de Scheveningen begeleidersprijs.

#### Rob Kamphues en de Zonta Award
In 1997/1998 verzorgde Breebaart de muziek bij de voorstelling 1 Kale Vlakte van cabaretier en presentator Rob Kamphues. In 2003 maakte Breebaart deel uit van een groep juryleden die de Zonta Award toekenden aan de meest talentvolle cabaretière tot 25 jaar. Dit deed hij samen met onder andere Karin Bloemen, Maarten van Roozendaal en Albert Verlinde.

#### Lenette van Dongen
Van 1993 tot 2003 werkte Breebaart als componist, arrangeur en begeleider mee aan vijf voorstellingen van Lenette van Dongen.
- Mag het wat zachter? (1993)
- Nee, nee en nog eens nee! (1995)
- Jagadamba (1998)
- Een echte Van Dongen (1999)
- Vedette (2003)

Mag het wat zachter? was de eerste solovoorstelling van Van Dongen en werd lovend ontvangen door de pers. Zij won met deze voorstelling de Pall Mall Exportprijs (de prijs voor een veelbelovend talent). In deze voorstelling scoorde zij goed met het nummer Leren Jack, dat zij samen schreef en uitvoerde met Breebaart. Nadat het nummer een hoge plaats behaalde in de top 202 van het radioprogramma Andermans Veren, voerden Van Dongen en Breebaart het nummer live op in een televisie-uitzending van hetzelfde programma.
In 2003 begeleide Breebaart voor het laatst een voorstelling van Van Dongen, de voorstelling Vedette. In de voorstelling speelden zij het nummer Voor Ik Vergeet, dat origineel van Spinvis is maar toen geen hitlijsten bereikte. Nadat Van Dongen het nummer, in een andere uitvoering, in haar voorstelling gebruikte, won zij hiermee samen met Spinvis de Annie M.G. Schmidtprijs van 2003.

#### Amsterdams Kleinkunst Festival
In 1999 heeft Breebaart twee acts op het Amsterdams Kleinkunst Festival begeleid. Het gaat om Een mooie avond om de cavia te worgen - Hommage Jan Boerstoel, opgevoerd in Theater DeLaMar en Simon Carmiggelt, ’n stukkie, opgevoerd in Theater Bellevue. De tweede is een muziektheatervoorstelling waarvoor Breebaart de muziek schreef en Jurriaan van Dongen de tekst waarna het is opgevoerd door Rick Nicolet, Fred Florusse en Rob van de Meeberg. Bovendien begeleidde Breebaart op hetzelfde festival in 2005 Avond van het nieuwe lied. In hetzelfde jaar verzorgde Breebaart de arrangementen voor de populaire Efteling musical TiTa Tovenaar, waarbij hij tevens de muzikale leiding had.

#### Sara Kroos
In 2005 begon Breebaart zijn samenwerking met Sara Kroos. Kroos speelde toen haar derde voorstelling Zoetgevooisd waarbij ze voor het eerst door live-musici werd begeleid: Bas Mulder als gitarist en Breebaart als toetsenist. Bovendien hebben beide muzikanten de opgevoerde nummers samen met Kroos geschreven. De voorstelling ging tot 2007 in reprise.
In dezelfde formatie ging Kroos samen met Mulder en Breebaart is 2008 in première met de voorstelling Bries. Een jaar later ging Kroos in première met de voorstelling Boheems, ditmaal niet alleen met Mulder en Breebaart maar ook met David van den Bogaard, Mark van Bruggen en Rutger Hoorn. In deze voorstelling speelde Kroos, begeleid door de vijf muzikanten, onder andere het nummer Nachtkaravaan.video De muziek is geschreven door Breebaart en de tekst door Arthur Japin. Met dit nummer wonnen Breebaart, Kroos en Japin in 2009 de Annie M.G. Schmidtprijs. De jury van de prijs omschreef het lied als “een prachtige combinatie van tijdloze poëzie en eigentijdse muziek”. In de jaren 2016, 2018 en 2019 was Breebaart zélf jurylid voor deze jaarlijkse prijs voor het beste theaterlied.
In 2011/2012 had Kroos haar eigen radioprogramma op radio 2, Sara op Zondag. Van 2011 tot 2013 begeleidde Breebaart de voorstelling Voor de leeuwen, van Kroos. Breebaart begeleidde de voorstelling samen met drummer Rutger Hoorn. Deze voorstelling was de laatste die Breebaart begeleidde, waarmee zijn theatercarrière in 2013 tot een einde kwam. 
In 2015 werkten Kroos en Breebaart nog even samen toen zij, samen met theoloog Tom Mikkers en tekstschrijver Coot van Doesburgh, de ‘dienst voor (on)gelovigen’ organiseerden. De kerkdiensten waren bedoeld voor religieuze mensen en mensen die niet (meer) religieus waren.

## Leven na theater
In 2013 is Breebaart begonnen als fulltime muziekdocent aan de Haarlemse middelbare school, het Eerste Christelijke Lyceum.  In 2021 begon Breebaart samen met Martien du Prie een podcast genaamd When I'm 64 waarin zij samen de leuke en minder leuke kanten van het leven na je zestigste bespreken. Dit doen zij aan de hand van verschillende gasten en vaste rubrieken.